# Ordinary World
Singles de Duran Duran
Serious
(1990) Come Undone
(1993)
Ordinary World est une chanson du groupe anglais Duran Duran, sortie en single en 1992. C'est le premier extrait de Duran Duran, 7e album studio du groupe sorti en 1993. Cet album est également connu aussi sous le nom de The Wedding Album, pour le différencier de l'autre album éponyme Duran Duran sorti en 1981. Cette chanson est l'un des plus gros succès de la discographie du groupe.

## Historique
Le chanteur Simon Le Bon a écrit cette chanson en hommage à un ami d'enfance, David Miles, comme il l'avait fait pour Do You Believe in Shame? (1988) sur l'album Big Thing et Out of My Mind (1997). Les trois chansons traitent de la peine et de la perte que Le Bon a subi après le décès de son ami. La chanson Ordinary World parle plus spécifiquement d'apprendre à faire face à une nouvelle vie, à un nouveau « monde ordinaire » et à la résolution de « survivre » dans celui-ci.
Cette chanson permettra le retour de Duran Duran sur le devant de la scène, après des albums moins bien accueillis. En France, où le public n'a pas toujours été au rendez-vous, le titre se classe à la 6e place du Top 50 le 10 mai 1993 et restera dans le classement jusqu'à la mi-juillet.

## Clip

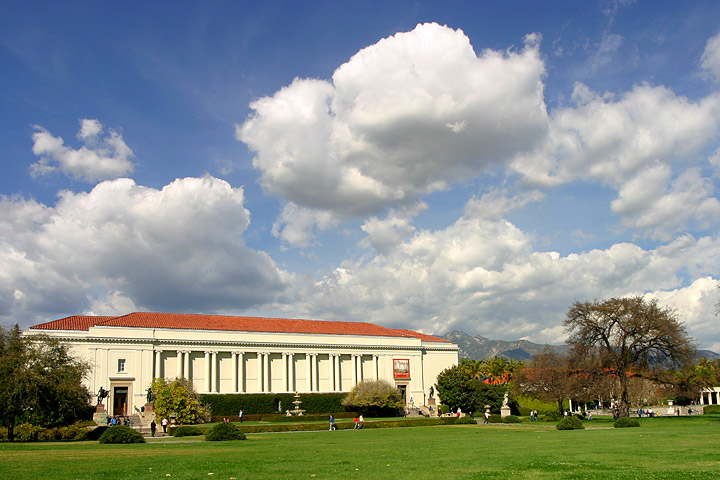
La bibliothèque Huntington dans le parc conçu par Beatrix Farrand

Le clip a été tourné dans les jardins de la bibliothèque Huntington à San Marino en Californie. C'est une sorte de retour aux sources pour le groupe, qui arbore un look Nouveaux Romantiques comme à ses débuts.

## Listes des titres
7" Parlophone / DD 16 
1. Ordinary World (version single) – 4:43
2. My Antarctica – 5:00

CassetteCapitol / 7 44908 4 
1. Ordinary World – 5:39
2. Ordinary World (version acoustique) – 5:05
3. Save a Prayer (Live from the Arena) – 6:11

- également commercialisé au Canada (Capitol / C4-44908)

CD Parlophone / CD DDS 16 
1. Ordinary World – 5:49
2. Save a Prayer – 5:25
3. Skin Trade – 4:25
4. My Antarctica – 5:00

CD Parlophone / CD DDP 16 
1. Ordinary World (version single) – 4:43
2. The Reflex – 4:25
3. Hungry Like the Wolf – 3:25
4. Girls on Film – 3:30

- Le CD est sorti comme disque photo.

CD Capitol / C2
1. Ordinary World – 5:39
2. My Antarctica – 5:00
3. Save a Prayer" – 5:25
4. UMF – 5:33

CD Capitol / DPRO-79607 
1. Ordinary World (Single edit) – 4:28
2. Ordinary World (AC edit) – 4:31
3. Ordinary World (version acoustique) – 5:05
4. Ordinary World (version LP) – 5:39

- Double CD promotionnel américain. Le second CD est Decade: Greatest Hits.

CD 10 du box set The Singles 1986–1995 (2004)
1. Ordinary World (version single) – 4:43
2. My Antarctica" – 5:00
3. Ordinary World – 5:49
4. Save a Prayer – 5:25
5. Skin Trade – 4:25
6. The Reflex – 4:25
7. Hungry Like the Wolf – 3:25
8. Girls on Film – 3:30

## Classements
| Pays et classement (1993)                            | Meilleure position |
| ---------------------------------------------------- | ------------------ |
| Australie - ARIA Charts                              | 18                 |
| Autriche - Ö3 Austria Top 40                         | 15                 |
| Canada (RPM)[réf. nécessaire]                        | 1                  |
| Pays-Bas - Nederlandse Top 40                        | 14                 |
| France - SNEP                                        | 6                  |
| Allemagne - GfK Entertainment                        | 16                 |
| Irlande - Irish Singles Chart                        | 3                  |
| Italie - FIMI                                        | 2                  |
| Norvège - VG-lista                                   | 5                  |
| Suède - Sverigetopplistan                            | 2                  |
| Suisse - Schweizer Hitparade                         | 11                 |
| Royaume-Uni - UK Singles Chart                       | 6                  |
| États-Unis - Billboard Hot 100                       | 3                  |
| États-Unis - Billboard Hot Modern Rock Tracks        | 2                  |
| États-Unis - Billboard Hot Adult Contemporary Tracks | 14                 |
| États-Unis - Billboard Top 40 Mainstream             | 1                  |

| Classement de fin d'année (1993) | Position |
| -------------------------------- | -------- |
| États-Unis - Billboard Hot 100   | 34       |

| Pays       | Certification | Ventes certifiées |
| ---------- | ------------- | ----------------- |
| États-Unis | Or            | 500 000           |

## Crédits
Duran Duran
- Simon Le Bon : chant principal
- John Taylor : guitare basse
- Nick Rhodes : claviers
- Warren Cuccurullo : guitares électrique et acoustique

Autres
- John Jones : claviers
- Steve Ferrone : batterie

## Reprises notables
- Paul Anka (live)
- Circa Survive (live)
- Fenix*TX (The Duran Duran Tribute Album, 1997)
- Something for Kate (Undone: The Songs of Duran Duran, 1999)
- Aurora featuring Naimee Coleman (Dreaming, 2002) #5 UK
- Gregorian (Masters of Chant Chapter III, 2002)
- Kurt Nilsen (I, 2003)
- Nicotine (Discovered, 2004)
- RUST (comme single de l'alnum Softly, 2004)
- Diane Schuur (Schuur Fire, 2005)
- Juliet Lloyd (All Dressed Up, 2005)
- Mandy Kane (bande originale de One Perfect Day, 2004)
- Project Fusion (sur la compilation Acoustic Break)
- Red (Innocence & Instinct, 2009)
- Fernanda Takai (Luz Negra, 2009)
- Jens Kindervater (2009)
- Joy Williams (2010)
- Hussey-Regan (Curios, 2011)
- Cary Brothers (Covers Volume One EP, 2012)
- Sons of Serendip (America's Got Talent, 2014)
- Scarlett Quinn (The X Factor, 2014)
- Eskmo ( 13 Reasons Why , 2019)
- Three Colours Dark ((album : Love's Lost Property, 2021)

## Dans la culture populaire
En 2004, la chanson est présente dans l'épisode 19 de la saison 1 de la série américaine Cold Case : Affaires classées. La même année, elle apparait sur la bande originale du film britannique Layer Cake.
En 2018, la chanson apparaît dans le dernier épisode de la saison 1 de la série Netflix Everything Sucks!.
Une version apparait également dans la BO de The Evil Within 2 en 2017.
En 2024, la chanson est utilisée dans la publicité pour la Renault Scénic.  